# Salome (Arizona)
Salome is een plaats (census-designated place) in de Amerikaanse staat Arizona, en valt bestuurlijk gezien onder La Paz County.

## Demografie
Bij de volkstelling in 2000 werd het aantal inwoners vastgesteld op 1690. In 2010 zou de bevolking zijn gedaald tot 1.530.

## Geografie
Volgens het United States Census Bureau beslaat de plaats een oppervlakte van
71,0 km², geheel bestaande uit land. Salome ligt op ongeveer 571 m boven zeeniveau.

## Plaatsen in de nabije omgeving
De onderstaande figuur toont nabijgelegen plaatsen in een straal van 80 km rond Salome.